# Вулька-Міховська
Вулька-Міховська (пол. Wólka Michowska) — село в Польщі, у гміні Міхів Любартівського повіту Люблінського воєводства.
Населення — 64 особи (2011).
У 1975-1998 роках село належало до Люблінського воєводства.

## Демографія
Демографічна структура станом на 31 березня 2011 року:
|          | Загалом | Допрацездатний вік | Працездатний вік | Постпрацездатний вік |
| -------- | ------- | ------------------ | ---------------- | -------------------- |
| Чоловіки | 34      | 9                  | 20               | 5                    |
| Жінки    | 30      | 7                  | 14               | 9                    |
| Разом    | 64      | 16                 | 34               | 14                   |